# 列斯諾耶湖 (萊舍沃區)
55°39′20.69″N 49°24′34.07″E / 55.6557472°N 49.4094639°E
列斯諾耶湖（俄语：Лесное），是俄羅斯的湖泊，位於該國西部韃靼斯坦共和國，由萊舍沃區負責管轄，長0.47公里、寬0.1公里，平均水深5米，最大水深12米。